# Cyardium sandacanum
Cyardium sandacanum es una especie de escarabajo longicornio del género Cyardium, tribu, Pteropliini, subfamilia, Lamiinae. Fue descrita por Breuning en 1938.

## Descripción
Mide 15-17 mm de longitud.

## Distribución
Se distribuye por la isla de Borneo.